# Maria Dalle Carceri
Maria Dalle Carceri (... – 1323) fu marchesa di Bodonitsa.

## Biografia
Fu marchesa sovrana di Bodonitsa dal 1311 al 1323. Succedette al suo defunto coniuge Alberto Pallavicini alla sua morte nel 1311.
Maria discendeva da una famiglia lombarda di Verona, che era venuta in Grecia durante la Quarta crociata. Era figlia di Gaetano Dalle Carceri ed erede di un sesto di Eubea. Sposò Alberto e la loro figlia Guglielma divise l'eredità con lei. Considerando la recente vittoria catalana nella battaglia di Halmyros sul fiume Cefisso, Maria desiderava sposarsi di nuovo rapidamente con un uomo che avrebbe protetto i suoi beni e quelli di sua figlia. Sposò Andrea Cornaro e Guglielma ereditò l'intero marchesato alla sua morte.

## Fonti
- (EN) Miller, William (1908). "The Marquisate of Boudonitza (1204–1414)" (PDF). Journal of Hellenic Studies. 28 (2): 234–249. doi:10.2307/624608. JSTOR 624608.
- (EN) Setton, Kenneth M. Catalan Domination of Athens 1311–1380. Revised edition. Variorum: London, 1975.